# Axinyssa tenuispiculata
Axinyssa tenuispiculata är en svampdjursart som först beskrevs av Burton 1931.  Axinyssa tenuispiculata ingår i släktet Axinyssa och familjen Halichondriidae. Inga underarter finns listade i Catalogue of Life.